# Boris Jarak
Boris Jarak (nascut el 19 d'abril de 1963 a Dubrovnik), és un exjugador d'handbol iugoslau, que va participar en els Jocs Olímpics d'Estiu de 1988
El 1988 va formar part de la selecció de Iugoslàvia que va guanyar la medalla de bronze a les Olimpíades de Seul. Hi va jugar dos partits.
El 1995 va formar part de la selecció de Croàcia que va guanyar la medalla d'argent al Campionat del món celebrat a Islàndia.